# Méthodes de saisie du japonais
Les méthodes de saisie du japonais sont les méthodes utilisées pour écrire les différents caractères utilisés en japonais sur un ordinateur ou d'autres systèmes électroniques.
Il existe essentiellement deux types de méthodes utilisées. L'une d'entre elles est effectuée via une romanisation du japonais appelée rōmaji (littéralement « caractères romains »), et l'autre via un clavier utilisant les caractères spécifiquement japonais kana. Certains systèmes fonctionnent également via un environnement graphique (graphical user interface en anglais ou GUI), où les caractères peuvent être choisis en cliquant sur des boutons ou des images. Enfin, il existe la saisie graphique via souris ou stylet ou encore doigt sur un écran tactile et un système de reconnaissance d'écriture manuscrite.

## Claviers japonais

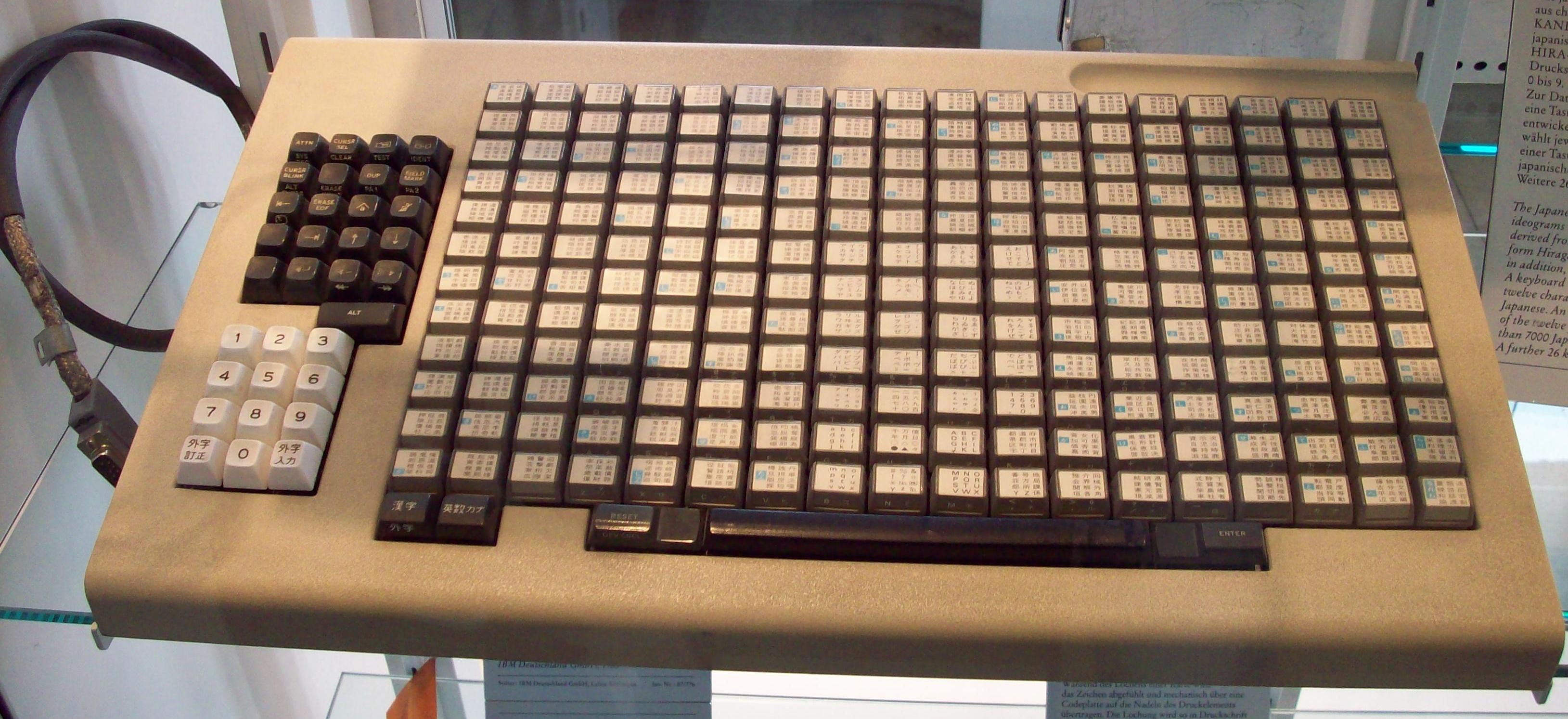
Clavier Japonais exposé au Deutsches Museum, à Munich, en Allemagne.

Les claviers japonais proposent généralement les caractères latins (ou romains) et les caractères kanas. Le JIS, ou (en) Japanese Industrial Standard, est un clavier d'ordinateur qui présente les caractères latins selon la disposition QWERTY traditionnelle, et les caractères numériques au-dessus. La plupart des symboles non-alphanumériques sont les mêmes que sur les claviers anglophones, mais certains symboles se trouvent à d'autres places.
Les symboles kanas sont également indiqués de manière normative sur les différents claviers. Par exemple, aux touches Q W E R T Y correspondent les touches た　て　い　す　か　ん (Ta Te I Su Ka N) quand l'ordinateur est utilisé pour un codage kana. On retrouve rarement ces claviers en dehors du Japon, mais il n'existe pas non plus de matériel qui soit spécifiquement requis pour une saisie en romaji. Tous les systèmes d'exploitation possèdent cette fonction depuis le début des années 2000. Il est possible de saisir du japonais sur un système d'exploitation (pour Windows autrefois), ou dans une session (pour UNIX) ou la langue de l'interface n'est pas le japonais.

### Touches de claviers
il existe généralement plusieurs touches spéciale sur ces claviers, car la saisie en japonais requiert la possibilité de passer du mode caractère latin au mode caractère kana, ainsi que le passage des caractères kana aux caractères kanji (voir infra). Cela varie d'un ordinateur à l'autre et certains fournisseurs de systèmes d'exploitation tentent d'imposer une interface unique indépendamment du clavier. Sur les claviers non-japonais, les touches option ou control permettent généralement d'accéder à toutes les fonctions décrites ci-dessous. Sous Unix, il est possible de définir n'importe quelle touche de son choix pour cette fonction.
Sur la plupart des claviers japonais, une touche permet de passer d'un mode latin / kana à l'autre. Parfois, le passage d'un mode vers l'autre est même spécifique à un sens, permettant de prévenir toute ambiguïté en cas de saisie rapide.
Il peut également y avoir une touche permettant spécifiquement de convertir les derniers caractères kana en caractère kanji, ce qui se fait souvent en actionnant la touche « espace », le japonais n'utilisant que très rarement des espaces dans l'écriture.
Certains claviers ont une touche mode pour passer entre les différents types de caractères kana saisis. Hiragana, katakana, katakana demi-chasse, caractères latins demi-chasse, et caractères latins de pleine-chasse font également partie des options. Un caractère japonais est généralement deux fois plus large qu'un caractère latin, ce qui renvoie aux notions de largeur pleine ou demi-largeur (le terme utilisé en imprimerie pour l'encombrement en largeur d'un caractère étant « chasse », on parle donc de kana demi-chasse ou pleine-chasse).
Enfin, un clavier peut également avoir une touche demandant spécifiquement au système d'exploitation que les derniers caractères kana ne soient pas convertis en caractère kanji. Cette fonction est parfois simplement appelée par la touche Entrer/Entrée (Return en anglais).

## Téléphones portables

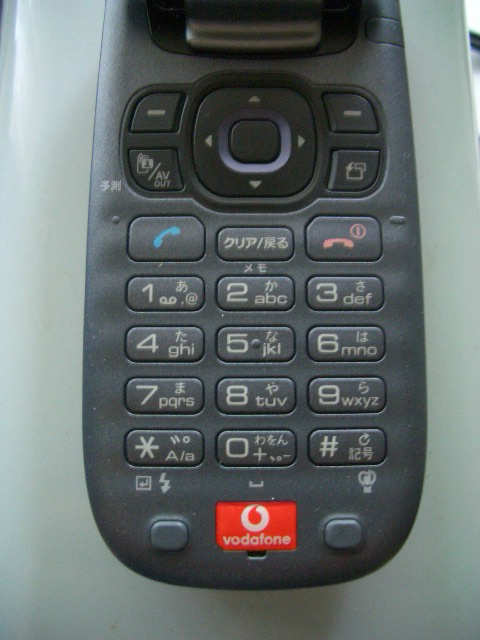
Clavier de téléphone portable japonais (modèle Vodafone V902T).

Il existe plusieurs systèmes de saisie du japonais sur les téléphones portables. Les téléphones ayant des écrans tactiles permettent à la fois la saisie via des claviers standard, ou via un pavé numérique, comme les anciens téléphones. Pour la méthode au pavé numérique, à chaque chiffre est associé une séquence kana, telle que, par exemple ka, ki, ku, ke et ko pour la touche « 2 », et le bouton est pressé autant de fois que nécessaire pour sélectionner le kana. Les signes Dakuten et handakuten, la ponctuation, et d'autres symboles peuvent être insérées avec d'autres touches de la même façon. La conversion des caractères kana en caractères kanji se fait généralement en utilisant d'autres touches telles les flèches.

## Conversion des caractères kana vers les caractères kanji
Après l'entrée de caractères kana, ceux-ci sont, soit laissés en l'état, soit convertis en kanji, soit convertit dans un texte mixte, selon le contexte. La langue japonaise dispose de nombreux homonymes, et la conversion d'un mot en kana (donnant en fait sa prononciation) en un caractère kanji (donnant sa signification, comme pour les caractères chinois dont ils sont issus), est une opération commune. Le convertisseur kana vers kanji donne généralement une série de propositions parmi les kanji, et un choix peut être effectué en utilisant les flèches pour faire défiler les caractères et la barre d'espacement, la touche « entrée » ou la touche « henkan » pour en sélectionner un en particulier. Par l'interface graphique, ce processus peut être contrôlé par d'autres moyens, dont une souris.

### Systèmes apprenants
Les systèmes récents gardent en mémoire les textes saisis par les utilisateurs lorsqu'ils écrivent des messages, et proposent directement les suites les plus récentes ou les plus utilisées pour un début de mot, et s'adaptant à chaque nouveau caractère saisit.

#### Systèmes de codages semi-automatiques
Ces systèmes peuvent même aller plus loin, allant jusqu'à proposer des phrases entières après quelques caractères kana précédemment codés.

## Systèmes d'écriture manuscrite
Il existe des méthodes bases sur l'écriture manuscrite, cela permet de saisir un caractère dont on connaît l'écriture mais on a oublié toutes les prononciations possibles, ou bien, pour les personnes n'ayant pas l'habitude d'utiliser de clavier, d'augmenter leur vitesse de saisie.
Certains logiciels demandent dans un premier temps d'apprendre l'écriture de l'utilisateur, mais dans la majorité des cas, l'outil s'adapte à l'écriture de l'utilisateur avec l'utilisation. On peut citer sous UNIX/Linux, les méthodes de saisie Tegaki, Kanjipad et Scim-tomoe

## Systèmes d'exploitation
Mac OS X a adopté Kotoeri comme système de codage standard comme c'était déjà le cas dans les versions précédentes.

### Sous Linux et autres Unix
Sous les système d'exploitation libres, il existe différents gestionnaires de méthodes de saisie, permettant d'utiliser la majorité des écritures complexes de la planète (autrefois SCIM, UIM, et aujourd'hui iBus, qui remplace SCIM et qui reconnaît également les méthodes UIM). Le framework fcitx, permet également d'avoir un standard d'interface. Tous ces gestionnaires comprennent de nombreuses méthodes de saisie, dont plusieurs méthodes de saisie du japonais (Anthy, Tegaki, KKC, etc.). Ils acceptent tous deux un grand nombre de méthodes d'entrée. Pour le japonais, il y a par exemple la méthode Anthy fondée sur le système romaji. Il existe enfin, kinput2, dédié au japonais, qui ne fournit que deux méthodes, canna et wnn.
Le système de conversion le plus populaire pour les systèmes open source Unix est Canna.[réf. souhaitée]